# جوتيريز
جوتيريز (بالإسبانية: Eulalio Gutiérrez Ortiz) (و. 1881 – 1939 م)هو سياسي، وعسكري محترف من المكسيك .
توفي في سالتيو .